# Энтолома продавленная
Энтоло́ма прода́вленная, или ро́зово-се́рая (лат. Entoloma rhodopolium) — вид грибов, входящий в род энтолома (Entoloma) семейства энтоломовые (Entolomataceae).
Синонимы:
- Agaricus nidorosus Fr., 1838
- Agaricus rhodopolius Fr., 1818basionym
- Entoloma nidorosum (Fr.) Quél., 1872
- Entoloma rhodopolium var. nidorosum (Fr.) Krieglst., 1991
- Rhodophyllus nidorosus (Fr.) Quél., 1886
- Rhodophyllus rhodopolius (Fr.) Quél., 1886

## Биологическое описание
- Шляпка 2,5—7,5 см в диаметре, у молодых грибов колокольчатой формы, затем раскрывается до почти плоской, сухая, гладкая, со слабо подвёрнутым волнистым краем, гигрофанная, окрашена в табачно- или умброво-коричневые тона, при подсыхании светлеет до светло-коричневого.
- Мякоть ломкая, беловатая, немного просвечивающая, с пресными запахом и вкусом.
- Гименофор пластинчатый, пластинки довольно редкие, приросшие к ножке, затем с нисходящим на неё зубцом, белого цвета, с возрастом становятся ярко-розовыми.
- Ножка 3,5—10 см длиной и 0,5—1,5 см толщиной, ровная или слабо утолщённая к основанию либо к верхушке, белая, гладкая, в верхней части покрыта малозаметным беловатым опушением, с ватной, затем полой серединой. Кольцо отсутствует.
- Споровый порошок розового цвета. Споры 8—10,5×7—9 мкм, угловатые.

Энтолома продавленная вызывает сильное желудочно-кишечное отравление.

## Сходные виды
Entoloma griseum Peck, 1904 отличается более светлым споровым порошком и более тёмной окраской ножки. Произрастает в Северной Америке.